# Upsahl
Taylor Cameron Upsahl (* 28. listopadu 1998), známá jako Upsahl (psánojako UPSAHL), je americká zpěvačka a hudební skladatelka. Její debutové album Lady Jesus vyšlo v roce 2021.

## Život
Narodila se a vyrůstala ve Phoenixu v Arizoně. V pěti letech začala hrát na kytaru a klavír. Později navštěvovala Arizona School for the Arts.
Ve 14 letech vydala své vlastní EP. V roce 2015 napsala a sama produkovala své debutové album „Viscerotonic“. Stala se jednou ze známějších zpěvaček Phoenixu, a proto vystoupila i na místním hudebním festivalu. Vzápětí vydala svůj první singl „Can You Hear Me Now“. V létě 2018 podepsala nahrávací smlouvu s Arista Records. Byla prvním umělcem, který s touto nově obnovenou nahrávací společností podepsal smlouvu.
Dne 8. března 2019 vydala své debutové EP Hindsight 20/20.
V roce 2021 vydala své debutové album Lady Jesus. V témže roce se také objevila v singlu „Happy Endings“ rappera Mika Shinody.

## Diskografie

### Studiová alba
- Lady Jesus (2021)[6]

### EP
- Hindsight 20/20 (2019)
- Young Life Crisis (2020)[7]
- Sagittarius (2022)
- UPSAHL PRESENTS: THE PHX TAPES (2023)